# Nejvytíženější brankář na ledě (ELH)
Toto je seznam brankářů, kteří odchytali nejvíce minut na ledě v základní části jednotlivých sezón české hokejové extraligy. V ročníku 2010/2011 brankář Jakub Kovář strávil na ledě 3134 minut, překonal tak ze sezony 2003/04 Radovana Biegla a stanovil tak rekord české extraligy. Sezona 2021/22 se soutěž rozšířila na 15 mužstev, v základní části se navýšil počet utkání z 52 na 56 zápasů. Kanadský brankář Landon Bow odchytal téměř celou základní část a překonal rekord Jakuba Kováře.

## Jednotlivé ročníky
| Sezóna    | Vítěz            | Klub                        | Počet minut |
| --------- | ---------------- | --------------------------- | ----------- |
| 1993/1994 | Vladimír Hudáček | HC Vajgar Jindřichův Hradec | 2945 minut  |
| 1994/1995 | Roman Turek      | HC České Budějovice         | 2586 minut  |
| 1995/1996 | Ivo Čapek        | HC Sparta Praha             | 2270 minut  |
| 1996/1997 | Martin Prusek    | HC Vítkovice                | 2845 minut  |
| 1997/1998 | Marek Novotný    | HC Dukla Jihlava            | 2871 minut  |
| 1998/1999 | Milan Hnilička   | HC Sparta Praha             | 2876 minut  |
| 1999/2000 | Dušan Salfický   | HC Keramika Plzeň           | 3061 minut  |
| 2000/2001 | Dušan Salfický   | HC Keramika Plzeň           | 3014 minut  |
| 2001/2002 | Jiří Trvaj       | HC Vítkovice                | 2988 minut  |
| 2002/2003 | Jiří Trvaj       | HC Vítkovice                | 3085 minut  |
| 2003/2004 | Radovan Biegl    | Vsetínská hokejová          | 3129 minut  |
| 2004/2005 | Ján Lašák        | HC Moeller Pardubice        | 2769 minut  |
| 2005/2006 | Jiří Trvaj       | HC JME Znojemští Orli       | 3050 minut  |
| 2006/2007 | Jiří Trvaj       | HC Znojemští Orli           | 2889 minut  |
| 2007/2008 | Adam Svoboda     | HC Slavia Praha             | 2659 minut  |
| 2008/2009 | Jiří Trvaj       | HC Znojemští Orli           | 3049 minut  |
| 2009/2010 | Jakub Sedláček   | PSG Zlín                    | 2588 minut  |
| 2010/2011 | Jakub Kovář      | HC Mountfield               | 3134 minut  |
| 2011/2012 | Jakub Kovář      | HC Mountfield               | 3061 minut  |
| 2012/2013 | Jan Chábera      | Rytíři Kladno               | 2845 minut  |
| 2013/2014 | Tomáš Závorka    | Tomáš Závorka               | 2977 minut  |
| 2014/2015 | Ján Lašák        | Bílí Tygři Liberec          | 2735 minut  |
| 2015/2016 | David Rittich    | BK Mladá Boleslav           | 2849 minut  |
| 2016/2017 | Branislav Konrád | HC Olomouc                  | 2872 minut  |
| 2017/2018 | Libor Kašík      | Aukro Berani Zlín           | 3033 minut  |
| 2018/2019 | Roman Will       | Bílí Tygři Liberec          | 2941 minut  |
| 2019/2020 | Dominik Frodl    | HC Škoda Plzeň              | 3038 minut  |
| 2020/2021 | Petr Kváča       | Bílí Tygři Liberec          | 2497 minut  |
| 2021/2022 | Landon Bow       | Rytíři Kladno               | 3298 minut  |
| 2022/2023 | Petr Kváča       | Bílí Tygři Liberec          | 2630 minut  |
| 2023/2024 | Dominik Frodl    | HC Energie Karlovy Vary     | 2524 minut  |
| 2024/2025 | Dominik Frodl    | HC Energie Karlovy Vary     | 2569 minut  |